# Гизи, Джузеппе
Джузеппе «Пино» Гизи (итал. Giuseppe «Pino» Ghisi; род. 4 февраля 1906 года в Триполи, Османская империя) — итальянский футболист, полузащитник, наиболее известный по выступлениям за «Интернаполи», «Наполи» и «Савойю».

## Биография
Пино дебютировал в футболе в составе «Про Наполи» в сезоне 1919/20, а регулярные выступления он начал двумя годами позже, когда стал играть за «Интернаполи». В форме неаполитанского «Интера» Пино сыграл свой первый матч в чемпионате Италии, 4 ноября 1923 года приняв участие во встрече с «Салернитаной». Пино играл за «Интернаполи» до 1926 года. Проведя один сезон в «Фортитудо», полузащитник присоединился к «Наполи». В составе «адзурри» Пино сыграл 39 матчей, в том числе 5 игр в реформированном в Серию А чемпионате 1929/30 годов. Встреча с «Триестиной», состоявшаяся 6 июля 1930 года, стала для него последней на высшем уровне итальянского футбола. Отыграв сезон 1930/31 в «Вомеро» (клубе-преемнике «Интернаполи»), он перебрался в «Савойю», где в 1934 году и завершил свою футбольную карьеру.
Старший брат Пино, Эрнесто Гизи (1904—1984) тоже был футболистом. Братья играли вместе за «Интернаполи», «Наполи», «Вомеро» и «Савойю».